# Kobarid
Kobarid (italsky Caporetto, německy Karfreit) je město v Gorickém regionu Slovinska. Má 1092 obyvatel (rok 2019) a je správním centrem Občiny Kobarid, která je nejzápadnější ve Slovinsku. Protéká jím řeka Soča. Obyvatele živí lehký průmysl (mlékárenství) a turistický ruch.
Sídlo je poprvé zmíněno v roce 1184 pod názvem Kauoretum, jehož původ je odvozován od latinského výrazu pro kozu caper. V letech 1420–1919 patřil Kobarid Habsburkům, v letech 1919–1947 Itálii a v letech 1947–1991 Jugoslávii.
V roce 1917 se zde konala bitva u Caporetta. Ve městě se nachází kostnice italských vojáků a muzeum věnované této bitvě.
Severně od Kobaridu leží archeologické naleziště Tonovcov grad. Okolní krajina je ideální pro vysokohorské túry, byl zde vyhlášen Triglavský národní park.